# 伊弗拉半島
伊弗拉半島（Iveragh Peninsula）是愛爾蘭西南部的一個半島，位於北邊的丁格爾半島和南邊的貝拉半島之間，行政上屬於凱里郡管轄。卡朗圖厄爾山，愛爾蘭的最高峰，即位於伊弗拉半島上。

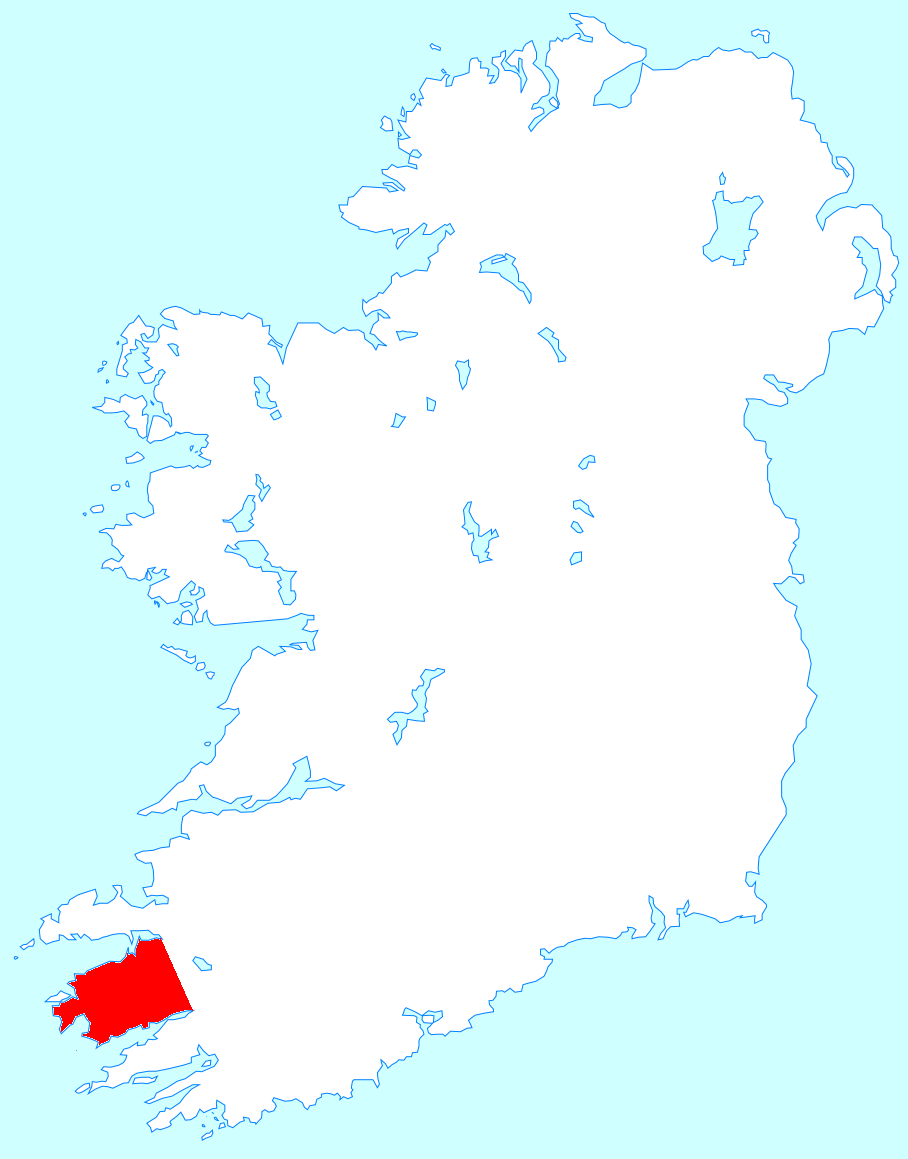
伊弗拉半島在愛爾蘭的位置

伊弗拉半島上的城鎮有基羅爾格林（Killorglin）、卡赫爾西芬（Cahersiveen）、巴林斯克里格斯（Ballinskelligs）、瓦特維爾（Waterville）以及肯梅爾（Kenmare）等。瓦倫西亞島位於伊弗拉半島的西北方。